# Big Brother and the Holding Company
Big Brother and the Holding Company es una banda de rock estadounidense que se formó en San Francisco en 1965, fue parte de la ola de musical psicodélica que produjo grupos como Grateful Dead, Quicksilver Messenger Service y Jefferson Airplane. 
En parte, su repercusión fue mayor al ser la banda donde se destacó Janis Joplin como cantante principal. 
Su álbum de 1968, Cheap Thrills se considera una de las obras maestras del sonido psicodélico de San Francisco. Alcanzó el número uno del Billboard y fue clasificado en el lugar 338 de Los 500 mejores álbumes de todos los tiempos según Rolling Stone.

## Discografía
Álbumes de estudio
- 1967: Big Brother & The Holding Company
- 1968: Cheap Thrills
- 1970: Be a Brother
- 1971: How Hard It Is
- 1997: Can't Go Home Again
- 1998: Do What You Love

- Datos: Q858688